# Асатру
Асатру, одини́зм (исл. Ásatrú, англ. Odinism) — наименования германского неоязычества.

## Асатру и одинизм
Исландское Ásatrú, что переводится как «вера асов» (асы — группа божеств в скандинавской мифологии). В Северной Америке термин чаще передаётся как Asatru, а практикующие известны как Asatruar. Самоназвание асатру однако проблематично, так как многие из адептов поклоняются сущностям, отличным от асов, таким как ваны, валькирии, эльфы и дварфы. Хотя изначально это был популярный термин для обозначения среди практикующих и исследователей, его использование сократилось по мере развития религии.
Вариант «одинизма» был разработан австралийцем Александром Рудом Миллсом, опубликовавшим «Одинистскую религию» (1930) и основавшим «Англесинскую церковь Одина» (Anglecyn Church of Odin). Политический расиалист, Миллс рассматривал одинизм как религию «расы», которую он называл «британской расой»; он считал, что эта «раса» ведёт космическую битву с «иудео-христианской религией». Формулируя «свою уникальную смесь» из идей ариософии, Миллс находился под сильным влиянием сочинений Гвидо фон Листа.
Многие ориентированные на расиализм германские неоязычники предпочитают термины Odinism или Wotanism для описания своей религии. Базирующаяся в Англии расиалистская группа «Woden’s Folk» использует термины Wodenism и Woden Folk-Religion, другая расиалистская группа, «Языческий фронт», — термин Odalism, придуманный Варгом Викернесом, связанный с руной одал. Таким образом, существует общее мнение, что все использующие термин Odinism принимают явно политическую, правую и расиалистскую интерпретацию религии, в то время как термин Asatru используется более умеренными германскими неоязыческими группами, однако на практике такого чёткого разделения использования этих терминов нет. Религиовед Фредрик Грегориус отметил, что термин Odinism «крайне проблематичен», поскольку он подразумевает, что бог Один из скандинавской мифологии занимает центральное место в теологии этих групп, что часто не верно. Более того, этот термин также используется по крайней мере одной нерасиалистской группой, британской «Odinshof», которая особенно привержена почитанию Одина.
Идеология превосходства «белой расы» и неонацизм, включающие идеи расизма, антисемитизма и анти-ЛГБТК, проникли во многие германские и скандинавские неоязыческие течения, такие как асатру (иногда называемая одинизмом), либо ассимилировали их. Эти группы считают, что скандинаво-германские верования, которых они придерживаются, составляют истинную европеоидную этническую религию.
Некоторые неоязычники направления фёлькише являются сторонниками превосходства «белой расы» и явными расистами, представляющими «радикальную расистскую» фракцию, которая использует названия одинизм, вотанизм и воденизм. По словам Джеффри Каплана, эти адепты занимают «самые отдалённые уголки» неоязычества. Границы между этой формой неоязычества и национал-социализмом (нацизмом) «чрезвычайно тонкие», потому что его приверженцы восхваляют Адольфа Гитлера и нацистскую Германию, заявляют, что «белой расе» грозит вымирание усилиями еврейского мирового заговора, и отвергают христианство как творение евреев. Многие входившие во внутренний круг организации The Order, ополчения сторонников превосходства белой расы, действовавшего в США в 1980-е годы, называли себя одинистами. Различные расистские неоязычники поддержали лозунг Четырнадцати слов, который был разработан членом The Order Дэвидом Лейном. Некоторые расистские организации, такие как Орден девяти углов и Чёрный орден, сочетают элементы неоязычества с сатанизмом, тогда как другие расистские неоязычники, такие как вотанист Рон МакВан, отвергают синкретизм этих двух религий. Южный центр правовой защиты бедноты (SPLC) описывает Odinism как неоязыческую религию, популярную среди наци-скинхедов. Приверженцами одинизма являются многие из тех, кто связан с «Европейским фронтом освобождения» и его союзником, «Комитетом связи за революционный национализм», организациями продвигающими идеи неофашистской третьей позиции. Они также могут продвигать идею «национальной революции» и антисионистскую риторику.
По данным состоянию на 2021 год 32 фёлькише (нео-фёлькише) организации в Соединённых Штатах определены Южным центром правовой защиты бедноты как группы ненависти, крупнейшей из которых является Народная ассамблея Асатру.

## В России
В 2017 году в России произошёл первый случай судебного разбирательства между последователями неоязычества: глава общины Асатру из Санкт-Петербурга подал в суд на язычницу из Барнаула. Он обвинил её в том, что опубликованная ею в социальной сети ВКонтакте картинка с викингом, заносящим боевой молот над горящим христианским храмом, представляет его религию в негативном свете как экстремистскую идеологию. Суд признал ответчицу виновной по ст. 148 ч. 1 (оскорбление религиозных чувств верующих) и ст. 282 ч. 1 (разжигание межрелигиозной вражды) Уголовного кодекса Российской Федерации, определив наказание в виде двух лет лишения свободы условно.